# 荷蘭黃金時代

伦勃朗《夜巡》（1642）

在荷蘭歷史上，黃金時代（荷蘭語：Gouden Eeuw，[ˈɣʌu̯də(n) ˈeːu̯]）指的是約在西元17世紀時的荷蘭。當時的貿易、科學與藝術等方面獲得了全世界的讚揚，被視為荷蘭的巔峰時期。

## 起由
1568年，荷蘭七省結成烏特列支同盟反抗西班牙国王腓力二世的統治，爆發八十年戰爭。在低地國家完全戰敗之前，英格蘭與西班牙爆發戰爭，逼使腓力二世所率領的西班牙軍隊停下腳步。此時，腓力二世的軍隊已占領了布魯日和根特等重要的貿易城市。安特衛普，可說是當時世界上最重要的港口，在1585年8月17日被西班牙攻陷。此時，南尼德蘭（大約是現今的比利時）完全被西班牙佔領。荷蘭共和國（今日的荷蘭）則持續對抗至1648年威斯特伐利亚和約簽訂為止。
南尼德蘭的戰敗讓許多信奉喀爾文派新教商人逃往北方。許多人移居至當時只是個小港口的阿姆斯特丹。到了17世紀，快速發展的阿姆斯特丹已成為世界上最重要的港口之一。這次的移居可稱為「建立新安特衛普」。來自法蘭德斯和布拉班特的大量移民是荷蘭黃金時代重要的驅動力。
除了南尼德蘭的大量移民，還有大量逃避宗教迫害的難民湧入，特別是西班牙與葡萄牙的塞法迪猶太人，以及法國的胡格諾派難民。
其他幾個因素也促成了這時期貿易、工業、藝術和科學的繁榮。其中一個因素就是風力和泥炭等便宜能源的供應，可藉由運河輸送到各城市。鋸木場的問世，可建造大規模的艦隊至世界各地貿易，也可透到軍事手段保衛共和國的經濟利益。

### 財富
17世紀，荷蘭優秀的水手和製圖師有很長一段時間支配了世界貿易，取代原來佔據此地位的葡萄牙人與西班牙人。之後在法國發動法荷戰爭，入侵荷蘭本土，最終失去其支配地位。
1602年，荷蘭東印度公司成立，是史上第一間跨國公司。荷蘭東印度公司壟斷東亞貿易長達兩百年，成為17世紀最大的商業企業。香料的大量進口帶來了龐大利潤。1609年，阿姆斯特丹證券交易所成立，讓東印度公司加上股票上市，比倫敦證券交易所早了一個世紀。
約在1640年左右，荷蘭東印度公司在日本長崎海灣內一座的人工島嶼出島建立貿易據點，壟斷與日本的貿易。直到1854年為止，荷蘭一直是日本對西方的唯一窗口。西方科學與產品傳至日本，導致了蘭學的興起。荷蘭將西方所發生的科學革命及工業技術傳至日本。日本向荷蘭購買及翻譯了許多科學書籍，獲得西方的珍品及製品（如時鐘），並接受了各種西方創新的論證（像是電象的證明，與19世紀初熱汽球的飛行）。17和18世紀，荷蘭可說是歐洲在經濟上最富裕、科學最為進步的國家，讓他們有著特權地位去將西方知識傳至日本。
荷蘭也支配了歐洲各國間的貿易。低地國家剛好佔據東西及南北貿易路線上的有利位置，藉由萊茵河可連結廣大的德國腹地。荷蘭商人將法國與葡萄牙的葡萄酒運至波羅的海，並將穀物運回地中海週遭的國家。1680年代，平均每年有將近1000艘荷蘭船隻進入波羅的海。位於阿姆斯特丹的Trippenhuis，為現今荷兰皇家艺术与科学学院（Royal Netherlands Academy of Arts and Sciences）所在地，是17世紀的典型建築。

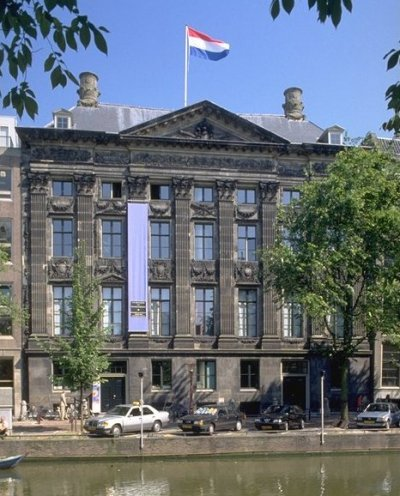
荷兰皇家艺术与科学学院

船廠與製糖廠等國家工業也在這時期擴張。隨著越來越多土地被開發，一些湖泊進行围垦形成新土地，當地的穀物生產及乳品業快速增加。
雖然荷蘭只有少部分的財富是透過奴隸貿易取得，但這項貿易依然與黃金時代關係密切。 1619年，荷蘭開始進行非洲與美洲間的奴隸貿易，1650年成為歐洲首屈一指的奴隸貿易國家，其地位一直到了1700年左右才被英國取代。阿姆斯特丹成為歐洲奴隸之都，除了奴隸貿易，也幫鄰國管理奴隸，當時奴隸船高達10,000艘。
荷蘭貿易的蓬勃發展產生了龐大的富商階級。新的繁榮為視覺藝術、文學和科學帶來更多的關注與贊助。

### 國家意識
反抗西班牙的結果，也就是廣為人知，爭取宗教自由及經濟自由、政治獨立的八十年戰爭，讓改革派的北方各省（參見荷蘭共和國）完全獨立，帶起了國家鬥志。

## 社會結構

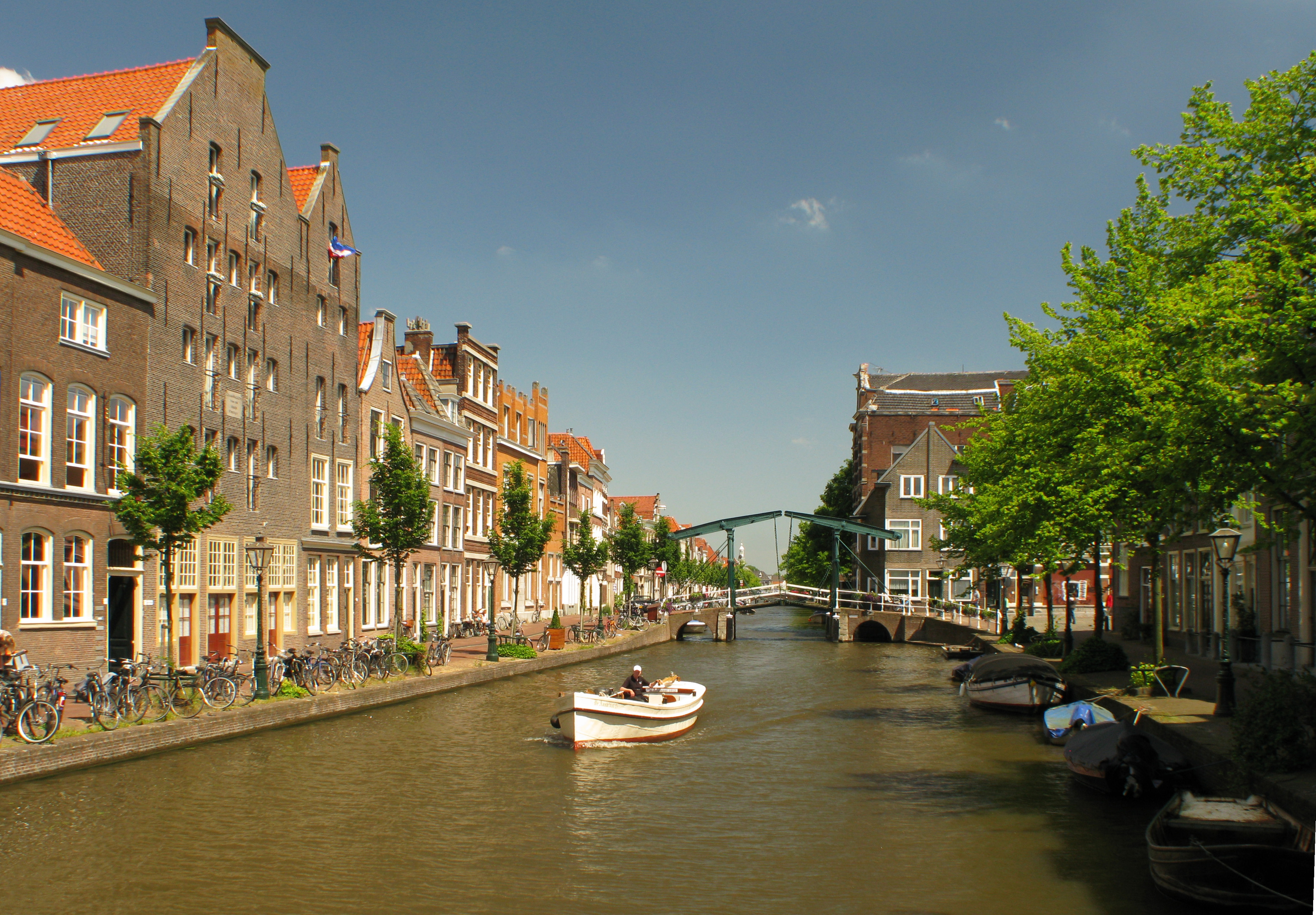
萊頓的運河及貴族宅邸

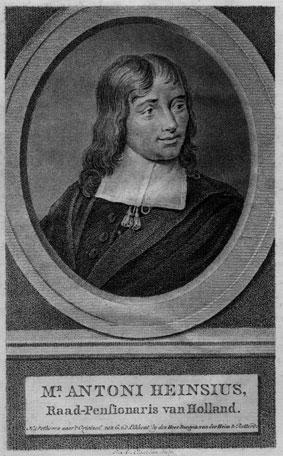
黃金時代末期的荷蘭省大議長安東尼·海因斯。出身中產階級，為1702-1720年的荷蘭領袖，是西班牙王位繼承戰爭的靈魂人物；任期內見證聯省共和國最後的輝煌與衰落

17世紀的荷蘭，一個人的社會地位主要取決於收入。貴族失去大部分的特權，商人與金錢支配了城市。神職人員沒有太多的世俗影響力：自從與西班牙爆發八十年戰爭以來，羅馬天主教的勢力受到壓制。而新興的新教運動分裂。這與鄰國其社會地位從出生就已決定是完全不同的。
這並不是說貴族沒有其社會地位。相反的，富裕的商人藉由成為地主、取得盾形紋章或標誌進入貴族階級。貴族也有來自其他階級的成員。為了能夠與其身分相符，他們將女兒嫁給富商，或是進入政府公職或軍職，以賺取薪資。商人也開始重視公職，視為取得更大的經濟權力與名望的手段。大學成為進入公職的途徑。富商與貴族讓兒子在歐洲壯遊。這些年輕人通常會有一位私人學者陪伴（最好是科學家），參觀歐洲各國的大學。
接著出現的是中產階級，有新教神職人員，律師，醫生，小商人，企業家，和大型國家機構的職員。小店主，專門工與工匠，農民則是較低階級。更低的是技能勞動者、房間清潔員和其他的服務人員。
位居金字塔底端的是貧民，也就是馬克思之後所稱的無產階級。許多貧困的小農夫前往城市尋找機會，成為乞丐或臨時工。
由於財富對社會地位的重要性，階級之間的分界並不明顯，社會流動也比其他地區頻繁。喀爾文教派將謙遜視為重要的美德，也減少了社會差異的重要性。現代的荷蘭社會雖然更為世俗化，但依然被許多人認為是非常注重平等的社會。

## 宗教
移民遷徙到荷蘭的因素眾多，其中宗教扮演重要地位（逃避獨裁政治和經濟自由也是主要的動機），宗教改革以來，低地國家的舊教（天主教）式微，喀尔文派新教成為荷蘭人的主要信仰，與信奉舊教西班牙的八十年戰爭中，使荷蘭人開始憎恨舊教信徒。儘管是最大的單一教派之一，荷蘭不允許舊教信徒擔任公職。舊教徒往往只能居住在鎮上的某個區域（例如舊教畫家約翰·維梅爾就住在台夫特的舊教地區）。這個情況也適用於再洗禮派和猶太人。
要荷蘭人寬容舊教信徒並不容易，不過務實的荷蘭人重視金錢，金錢可以克服敵意，愈多的金錢可以辦到愈多事情，只要花錢，就算舉辦彌撒亦可。
荷蘭也有其他的新教教派存在，17世紀初期，虔誠的喀尔文派信徒與較為寬容的阿民念派新教徒，曾發生激烈的爭論與鬥爭，撕裂了國家。喀尔文派主張預選說（或譯救贖預定論，Predestination），認為人的一生都是上天注定，但阿民念派認為神愛世人，人人可以得救，喀尔文派認為這是瀆神。喀尔文派在多特會議（Synod of Dort，1618-19）獲勝之後，喀尔文派領袖執政拿騷的毛里茨判決斬殺了阿民念派領袖——荷省大議長、荷蘭「國父」之一的約翰·范·奧爾登巴內費爾特。
最後，大量的宗教寬容派和緩了劍拔弩張的情況，伊拉斯謨極力主張的人文主義也獲得了一席之地，是寬容風氣形成的原因之一。總體來說，荷蘭高度的宗教自由吸引了其他國家的宗教難民，特別是來自葡萄牙的猶太商人，帶來了大量財富。1685年，法國南特敕令的廢除，出現許多法國喀尔文派胡格諾派移民，其中許多人是企業主或科學家，例如巴魯赫·斯賓諾莎。

## 科學

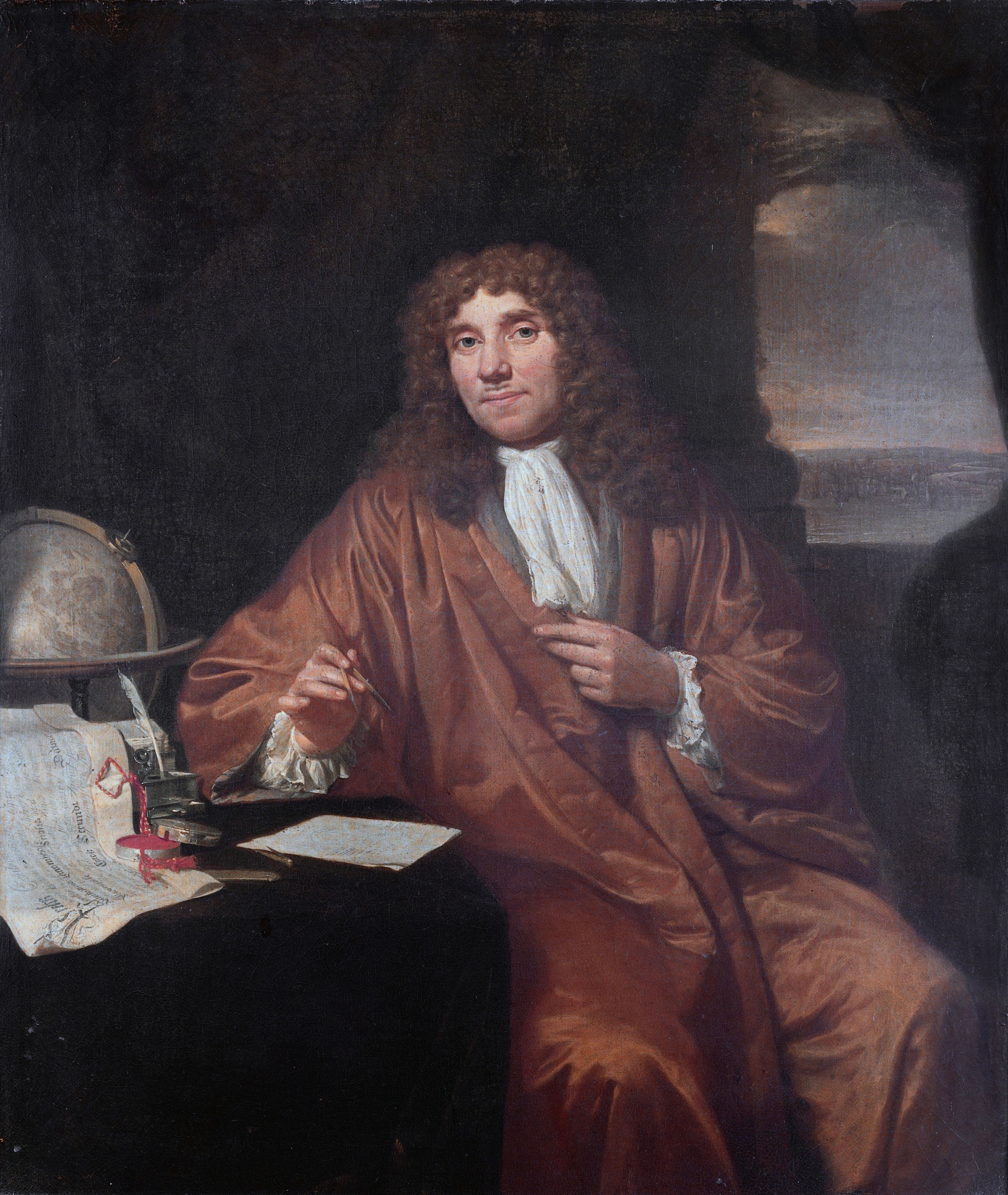
列文虎克

由於知識上的寬容風氣，荷蘭共和國吸引了歐洲各地的科學家及思想家。尤其是著名的萊頓大學（由荷蘭執政威廉一世在1575所創立，以感謝萊頓在八十年戰爭中對西班牙的激烈反抗）成為這些人的聚會場所。像是法國哲學家笛卡兒，在1628年至1649年間住在萊頓。
荷蘭律師以國際海洋法及商法的知識而聞名。雨果·格老秀斯（1583–1645）奠定了國際法的基礎。他提出了「公海」和「海洋自由論」的概念。對此，荷蘭在世界貿易的主要競爭者英格蘭提出激烈爭論。他也在《戰爭與和平法》（De iure belli ac pacis）一書中提出關於國家間衝突的法律。
克里斯蒂安·惠更斯（1629–1695）是知名的數學家、物理學家和天文學家。他發明了擺鐘，是邁向精確報時的一大步。他對於天文學的貢獻則是土星環的解釋。他也為光學領域作出貢獻。荷蘭在光學領域上最知名的科學家是列文虎克，他改善了顯微鏡（也有人認為他是發明者），建立微生物學的基礎。
荷蘭水利工程師扬·莱赫瓦特（Jan Leeghwater，1575–1650）為荷蘭與海洋的搏鬥獲得重大勝利。他利用風車將許多湖泊抽乾，為共和國增加了數量可觀的土地。
另外，寬容的風氣也促使圖書出版商蓬勃發展。許多在國外被認為有爭議性的宗教、哲學和科學等書籍，在荷蘭印刷出版，再秘密運至其他國家。因此，荷蘭共和國在17世紀成為歐洲的出版社。

## 文化
低地國家的文化發展優於其他鄰國，但也有些沒受到應有的重視（例如荷蘭當代最偉大的劇作家馮德爾）。巴洛克運動在荷蘭並未形成太大的影響力，因為不符合廣大喀爾文信徒所主張的樸實。
公民是新興發展背後的主要勢力，特別是在西部省份：最早以及最大部份是在荷蘭地區，接著是西蘭和烏特勒支部分地區。富裕的貴族時常贊助其他國家的藝術。相較之下，荷蘭國內則多由富商和其他顯貴贊助。
文化活動以城鎮民兵（Schutterij）和修辭院（Chamber of rhetoric）為中心。前者是為了城鎮防衛和維持治安而成立，也是富裕人士的集會場合，他們對此感到自豪，會付出相當的金額去繪製團體肖像畫留給子孫。後者是城市中的社團，促進了詩歌、戲劇等文學活動，並常以辯論方式進行討論。城市以他們的存在為榮。

### 繪畫

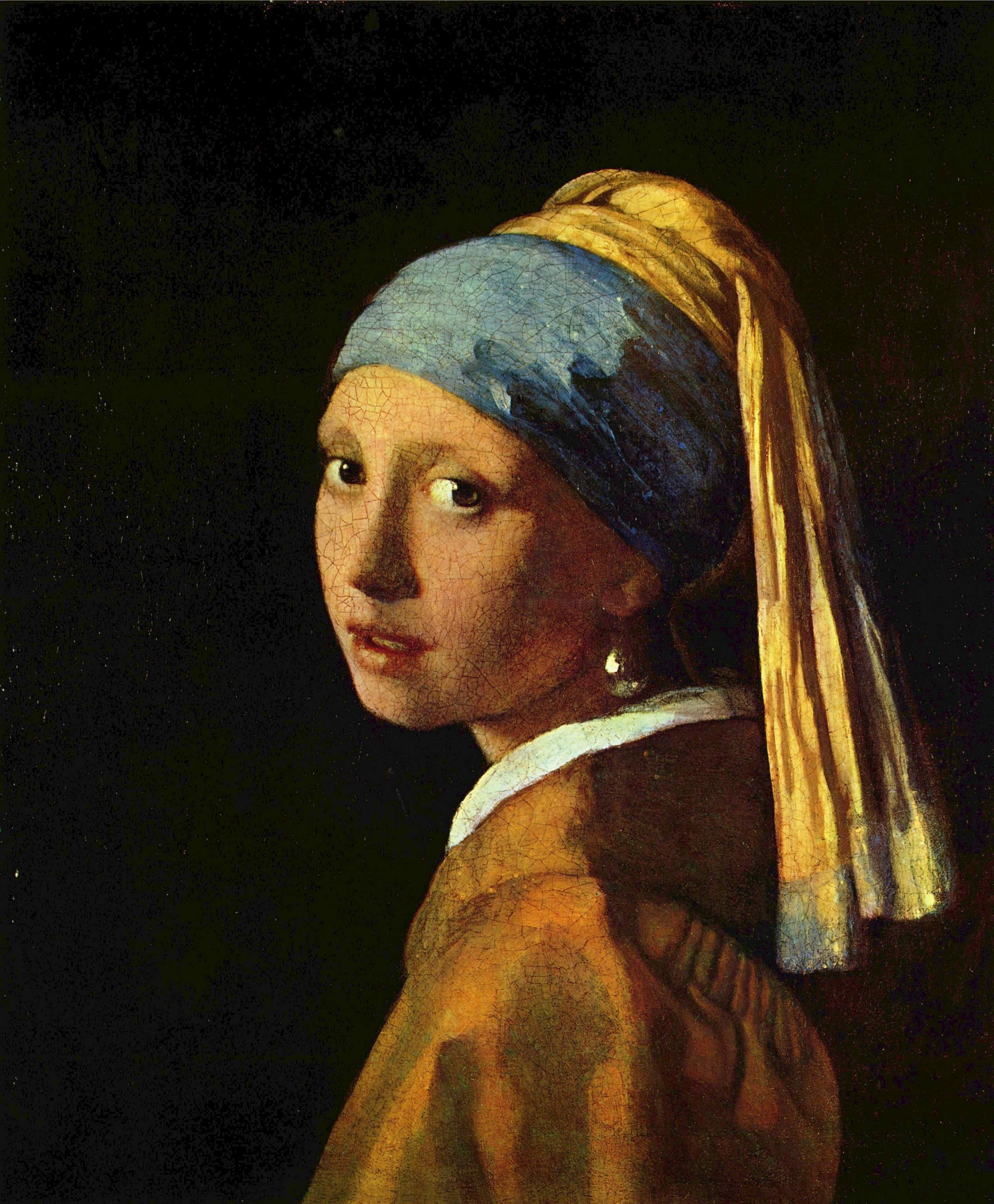
扬·弗美尔《戴珍珠耳環的少女》

荷蘭黃金時代的繪畫，隶属于當時主宰歐洲其他地區的巴洛克藝術，像是卡拉瓦喬畫派和自然主義，但也主導了靜物畫、風景畫和風俗畫等主題的發展。歷史畫（傳統上被認為是最有價值的類型）和肖像畫十分流行。收藏藝術品以及自由市場上的繪畫也十分常見。藝術史學家指出，荷蘭富裕中產階級的增加，以及成功的商人顯貴，是部分繪畫主題流行的驅動力。
這個趨勢，加上缺少反宗教改革教會的資助，導致大量以每日生活為背景，或是其他非宗教主題的繪畫的出現。例如風景或海景，反映了向大海爭取土地，或是象徵共和國黃金時代的貿易和海軍的根源。一個十分能代表荷蘭巴洛克繪畫的主題是大團體的肖像畫，尤其是關於公民或民兵公會，例如伦勃朗的《夜巡》。
今日，荷蘭黃金時代最知名的畫家有當時最有影響力的伦勃朗、代尔夫特的大師扬·弗美尔，創新的風景畫畫家雅各布·范·雷斯達爾，和為肖像畫注入新生命的弗蘭斯·哈爾斯。知名的藝術風格和潮流有哈勒姆風格主義、烏得勒支卡拉瓦喬畫派、代尔夫特学派、萊顿的美畫家派，和荷蘭古典主義。

### 建築

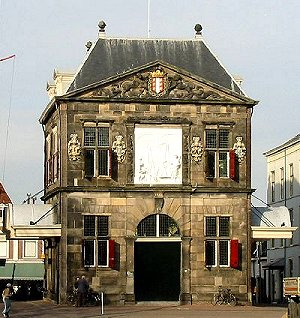
1667年完成的秤量房 (豪达)，由荷兰建築師彼得·波斯特所設計

荷蘭建築在黃金時代達到新高。由於經濟繁榮，城市大幅擴張。新市政廳、秤量房和倉庫陸續興建。賺取大量財富的商人買下沿著新建運河（運河目的是防衛及運輸）所興建的房子，房子外觀有著與新地位相符的裝飾。農村則出現許多新城堡以及宏偉的房屋，但現在大部分已不存在。
17世紀，哥德元素依然盛行。數十年後，法國古典主義建築興起：強調垂直元素，減少使用裝飾，改用天然石材。17世紀最後十年，該潮流更為強烈。從1670年左右，房子正面最為明顯的特色是出入口，石柱位於兩旁，上方可能有個陽台，不過沒有進一步的裝飾。
今日，有許多當時所建造的歸正宗教堂成為地標。
17世紀最著名的荷蘭建築師有雅各布·范·坎彭、彼得·波斯特、Maurits Post、Pieter Vingbooms、Lieven de Key、Hendrick de Keyser。

### 雕刻
荷蘭17世紀在雕刻上的成就沒有繪畫和建築兩方面的耀眼，數量也不比鄰近國家多。其中一個原因就是新教教堂內部缺少雕像。畢竟，羅馬天主教對雕像的崇敬是新教所質疑的偶像崇拜。雕刻作品以政府建築、私人宅邸（通常裝飾在房子正面）和教堂外貌。也有顧客委託製作墓碑和半身雕塑像。
Hendrick de Keyser，活躍於黃金時代的初期，是少數幾個卓越的本土雕刻家之一。1650和1660年代，弗拉芒雕刻家Artus I Quellinus及其家族，還有Rombout Verhulst等追隨者負責阿姆斯特丹市政廳（現在的阿姆斯特丹王宫）的古典式裝飾。這是荷蘭黃金時代的優秀雕刻作品。